# モーゼスレイク (ワシントン州)
モーゼスレイク（Moses Lake）は、アメリカ合衆国ワシントン州のグラント郡にある都市。人口は2万5146人（2020年）。

## 地理

### 位置
北緯47度7分16秒、西経119度17分18秒に位置している。

### 地形
アメリカ合衆国統計局によると、総面積30.9 km2 (12.0 mi2) である。このうち26.4 km2 (10.2 mi2) が陸地であり、4.5 km2 (1.8 mi2) が水地である。

#### 湖沼

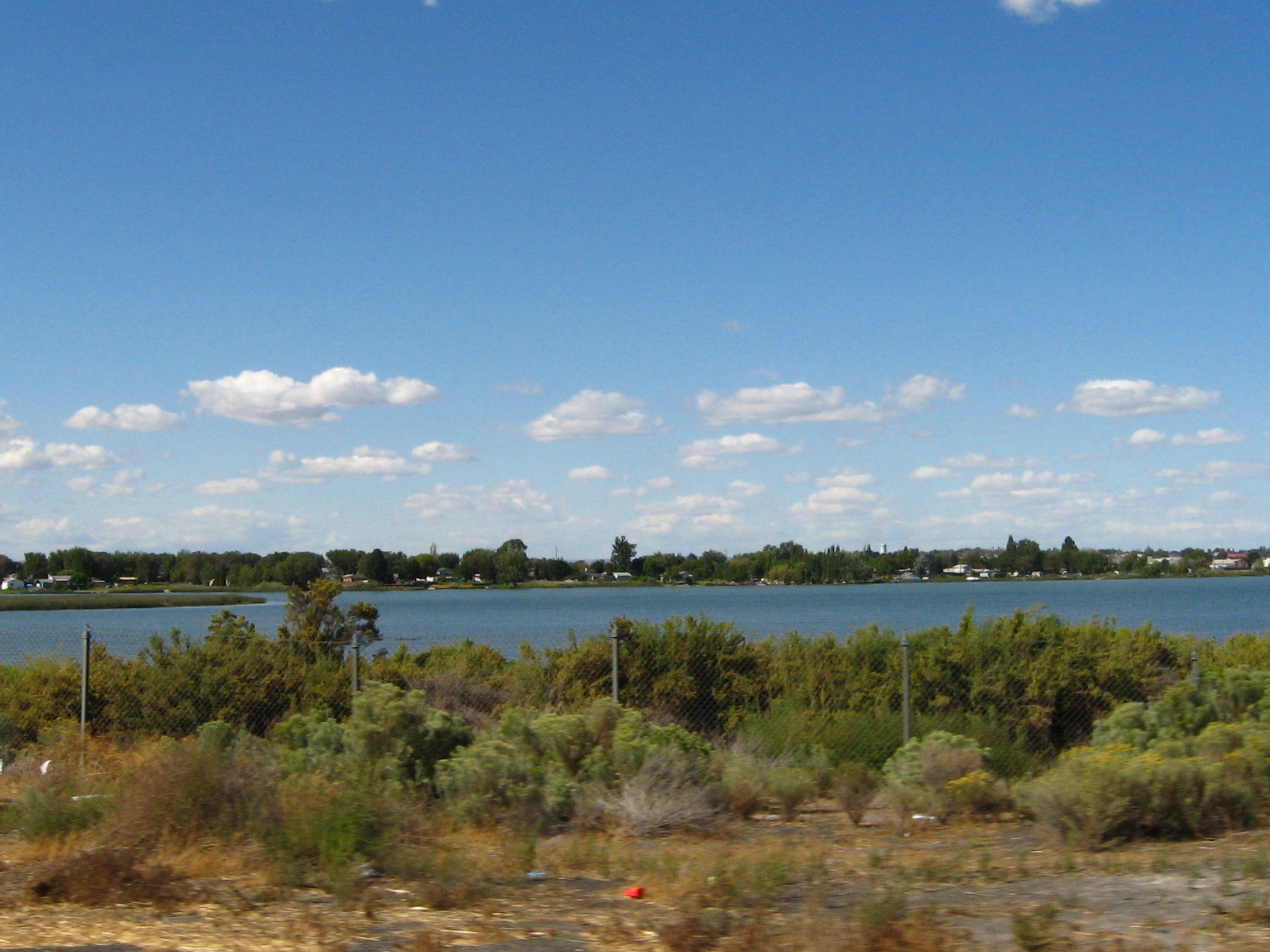
モーゼス湖

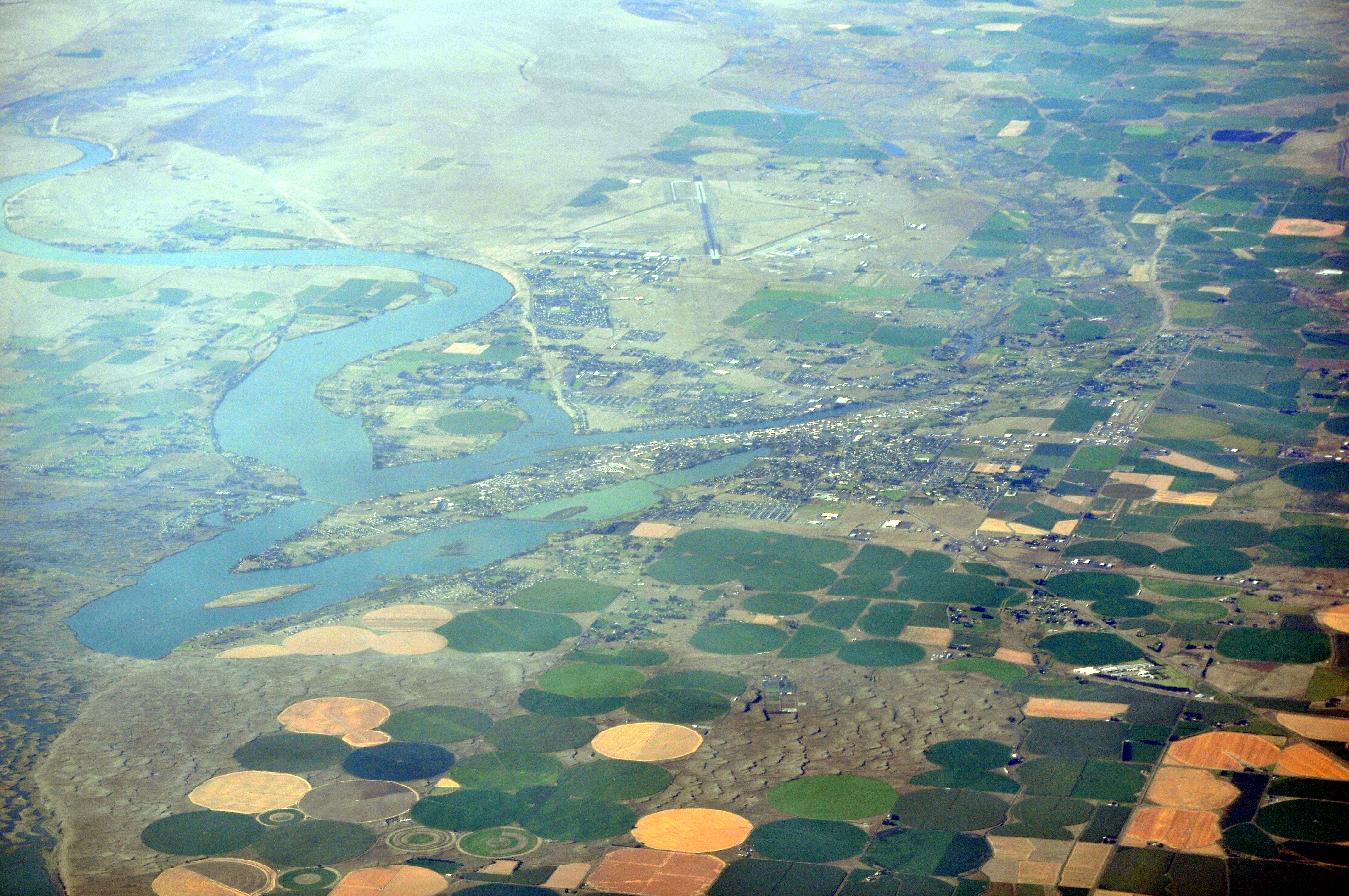
モーゼスレイクの空撮

- モーゼス湖

### 人口
2000年の国勢調査では、人口14,953人、5,642世帯、3,740家族が暮らしている。人口密度は567.1/km2 (1,468.6/mi2) である。237.5/km2 (615.1/mi2) の平均的な密度に6,263軒の住宅が建っている。この都市の人種的な構成は白人77.16%、アフリカン・アメリカン1.69%、ネイティブ・アメリカン1.02%、アジア1.43%、太平洋諸島系0.07%、その他の人種15.44%、混血3.20%である。この人口の25.41%はヒスパニックまたはラテン系である。
全世帯のうち、18歳未満の子供と同居している世帯が35.1%、夫婦のみの世帯が50.3%、未婚女性の世帯が11.5%であり、33.7%は家族を持たない。個人名義の世帯主が27.4%、そのうち65歳以上が11.2%である。世帯ごとの平均人数は2.60人、家族ごとの平均人数は3.20人である。
18歳未満の未成年が28.8%、18歳以上24歳以下が10.6%、25歳以上44歳以下が28.0%、45歳以上64歳以下が19.0%、65歳以上が13.5%、平均年齢は32歳である。女性100人に対して男性は96.3人である。18歳以上の女性100人に対して男性は94.1人である。
この都市の世帯ごとの平均的な収入は36,467 USドルであり、家族ごとの平均的な収入は42,096 USドルである。男性は34,945 USドルに対して女性は25,193 USドルの平均的な収入がある。この都市の一人当たりの収入 (per capita income) は16,644 USドルである。人口の11.0%及び家族の15.1%の収入は貧困線以下である。全人口のうち18歳未満の18.7%及び65歳以上の10.5%は貧困線以下の生活を送っている。

## 対外関係

### 姉妹都市・提携都市
姉妹都市
| 都市名 | 国名･地域名            | 提携年月日                                  |
| ------ | ---------------------- | ------------------------------------------- |
| 米沢市 | 日本国 東北地方 山形県 | 1981年（昭和56年）5月1日 姉妹都市提携調印。 |

### 姉妹空港・提携空港
姉妹空港
| 空港名         | 国名･地域名            | 提携年月日                                                                    |
| -------------- | ---------------------- | ----------------------------------------------------------------------------- |
| 県営名古屋空港 | 日本国 中部地方 愛知県 | 2016年（平成28年）10月18日 県営名古屋空港とグラント郡国際空港が姉妹提携調印。 |

## 教育

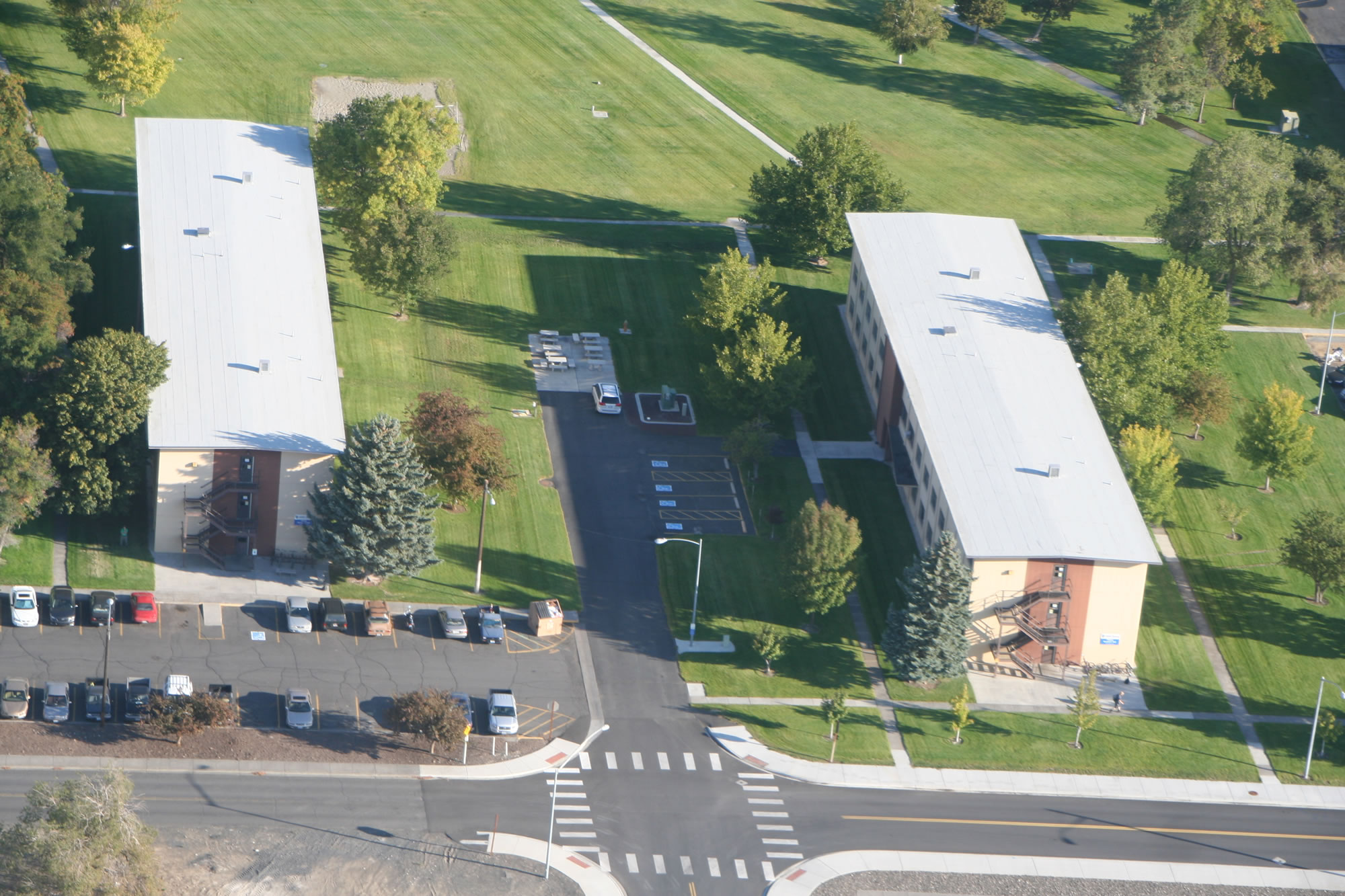
ビッグベンド・コミュニティカレッジ

### 大学
公立
- ビッグベンド・コミュニティカレッジ（コミュニティ・カレッジ）

## 交通

### 空路

#### 空港
- グラント郡国際空港